# Tramlijn Den Haag Huygensplein - Delft Rotterdammerpoort
De tramlijn Den Haag Huygensplein - Delft Rotterdammerpoort was een stoomtramlijn in Zuid-Holland. Het traject voerde vanaf het Huygensplein (Den Haag) over de Rijswijkseweg, door Rijswijk naar Delft, waar aan de Rotterdammerpoort het eindpunt was.

## Geschiedenis
De Haagsche Tramweg-Maatschappij, opgericht op 17 mei 1887 als opvolger van de TH, opende zijn eigen stoomtramlijn op 31 juli 1887. Het was een omzetting van de voormalige paardentramlijn die - met een enkele onderbreking - al vanaf 1866 het vervoer tussen Den Haag en Delft had verzorgd.
In Delft mocht de stoomtram net als de paardentram tussen de Haagpoort en de Rotterdammerpoort over het Noordeinde en de Oude Delft dwars door de binnenstad rijden, iets wat de elektrische lijn later niet zou worden toegestaan, vanwege de 'ontsierende' bovenleiding. 
In 1896 nam de HTM een proef met de inzet van een accutram op de Delftse lijn, met de bedoeling om rechtstreeks naar Scheveningen te gaan rijden. De proef slaagde, maar het plan werd toch niet voortgezet. Een doorgaande lijn zou nog 87 jaar duren.
In het Tramplan 1904, dat de elektrificatie regelde van het HTM-paardentramnetwerk, werd aan de stoomtramlijn administratief het lijnnummer 11 gegeven. Dit nummer werd echter niet op de trams zelf gevoerd.
Vanaf 1 januari 1909 werd ook een lokaaldienst Den Haag – Rijswijk op het tracé van de Delftse lijn bereden.
Al voor het uitbreken van de Eerste Wereldoorlog had de HTM het plan de Delftse lijn te voorzien van elektrische tractie en hem via het stadsnet door te trekken naar Scheveningen. Pas in 1921, na de oorlog, werd voor het elektrificatieplan toestemming gekregen. De uitvoering werd direct ter hand genomen en op 7 februari 1923 kon op het traject Den Haag – 's-Gravenmade (Rijswijk) onder grote publieke belangstelling voor het eerst een elektrische tram rijden, die het lijnnummer I¹ kreeg; de lokaaldienst Den Haag – Rijswijk werd vanaf deze datum uitgevoerd met het lijnnummer I³.
Bij 's-Gravenmade moest een stoomlocomotief tijdelijk nog de rijtuigen overnemen voor het traject naar Delft. Ruim een jaar later, op 1 juli 1924, was het gehele traject geëlektrificeerd. De stoomtram naar Delft was toen verleden tijd; de gewenste verlenging naar Scheveningen zou pas in 1983 gerealiseerd worden.
1. ↑  Railatlas tramlijnen Den Haag en omstreken vanaf 1864, J. Blok & D.v.d. Spek, uitgeverij de Alk, 2009.